# Traktat w San Stefano

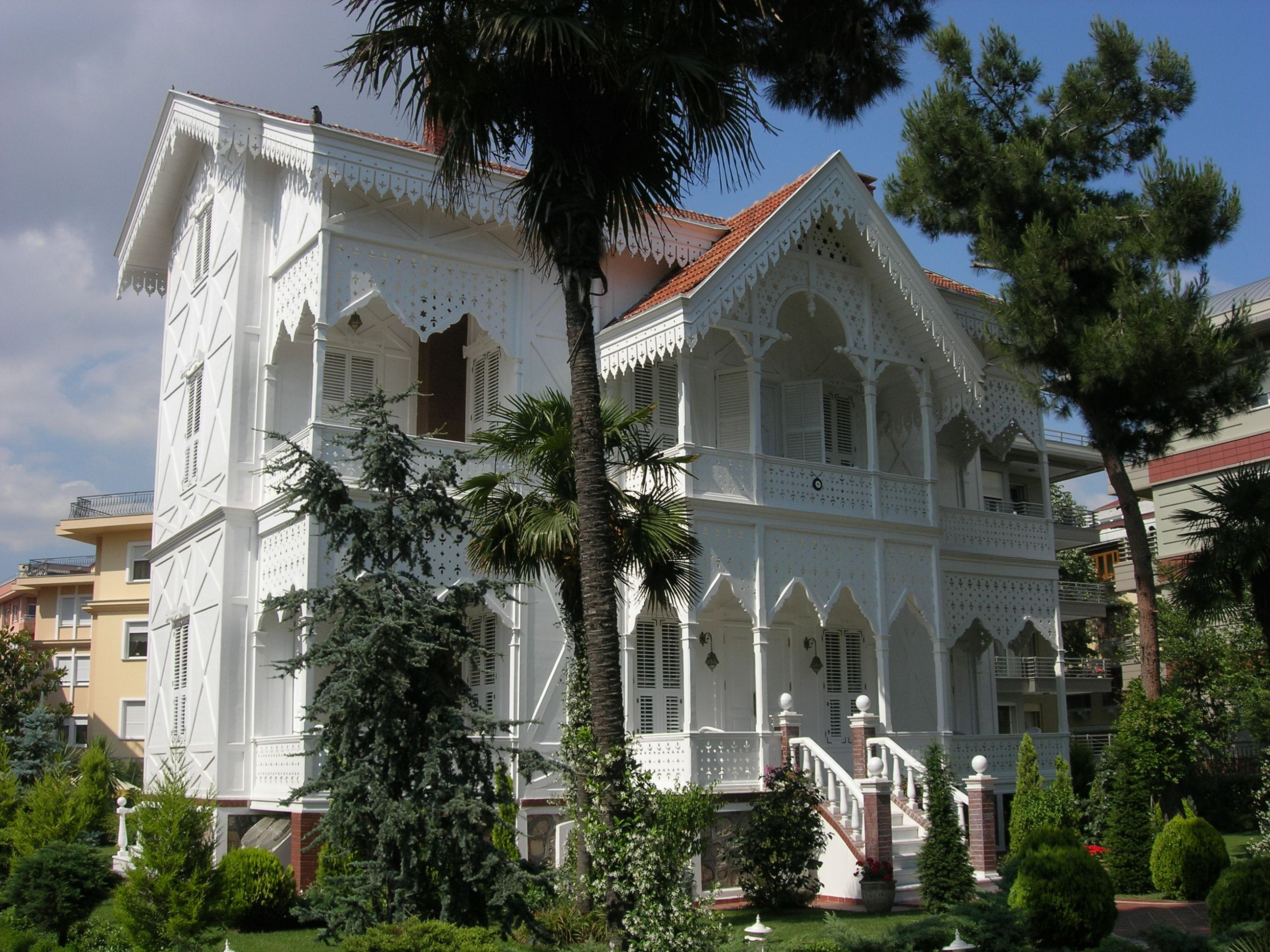
Dom rodziny Simeonoglou, w którym podpisano traktat

Wstępny traktat pokojowy w San Stefano pomiędzy Imperium Rosyjskim a Imperium Osmańskim – kończący wojnę rosyjsko-turecką (1877–1878), został podpisany 3 marca 1878 w San Stefano, w pobliżu Stambułu. Wojna zakończyła się rosyjskim zwycięstwem.

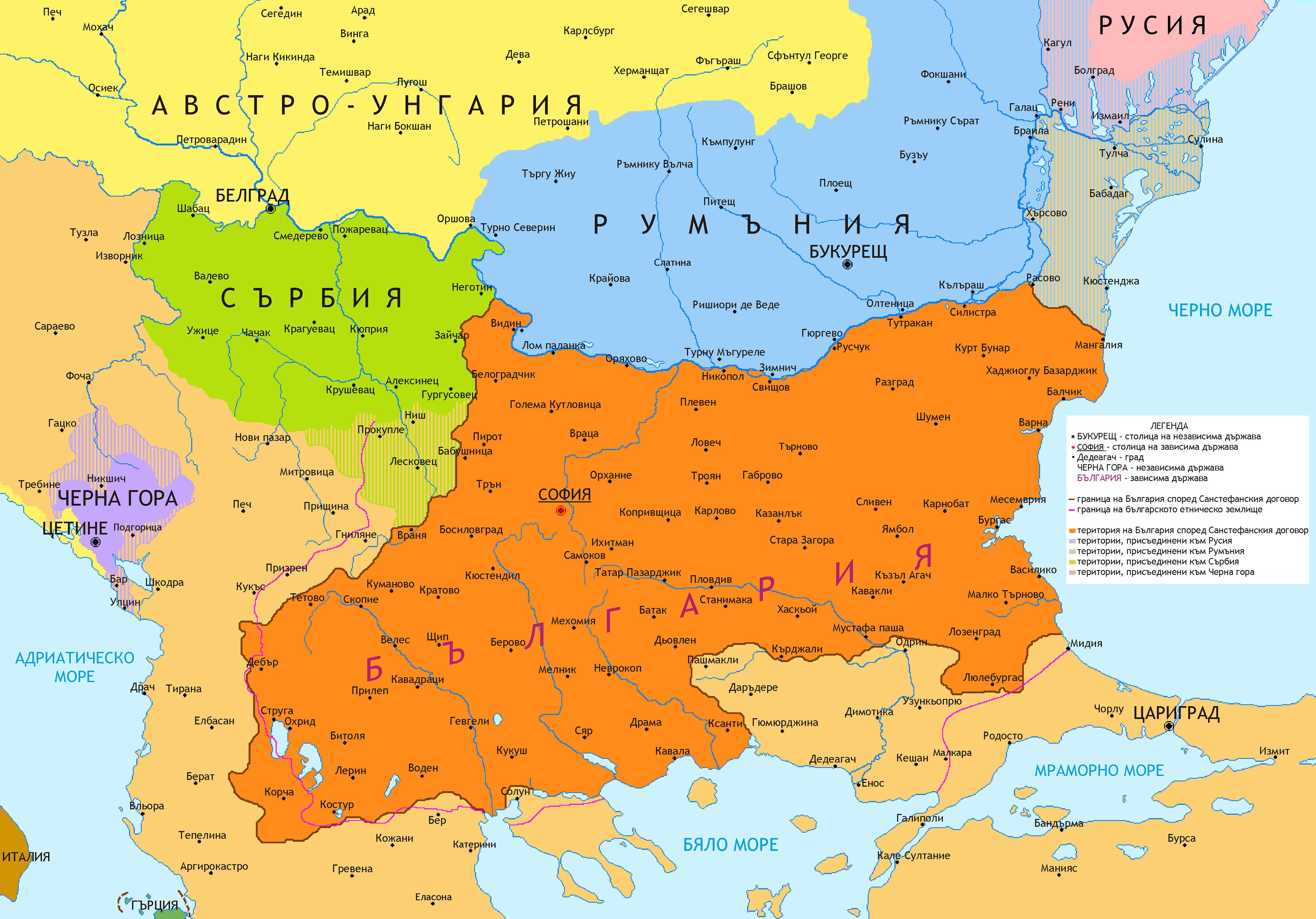
Zmiany terytorialne granic Rosji, Serbii, Rumunii i Czarnogóry, a także granice Wielkiej Bułgarii według pokoju w San Stefano

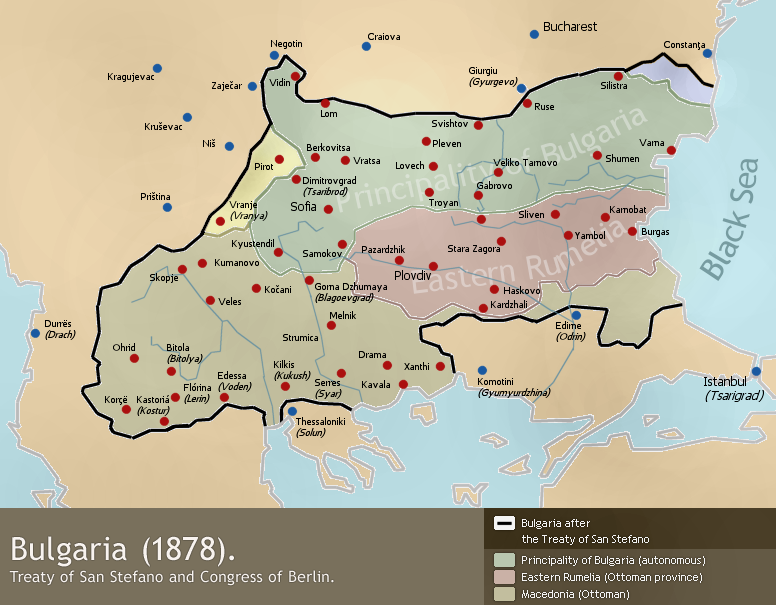
Granice Wielkiej Bułgarii według traktatu w San Stefano i ich korekta po pokoju berlińskim 1878

Najważniejsze rezultaty wojny rosyjsko-tureckiej, zawarte w traktacie w San Stefano, to wyzwolenie Bułgarii spod panowania Imperium Osmańskiego i uznanie niepodległości jej państw sąsiednich: Serbii, Czarnogóry i Rumunii.
Sygnatariuszami dokumentu byli hrabia Nikołaj Ignatjew i Aleksandr Nielidow ze strony Imperium Rosyjskiego oraz Safwet Pasza (minister spraw zagranicznych) i Sadullah Bej (ambasador w Berlinie) w imieniu Turcji. Traktat został podpisany na bazie zawartego 19 stycznia w Adrianopolu zawieszenia broni. Oprócz odzyskania niepodległości Czarnogóra, Serbia i Rumunia uzyskiwały korzyści terytorialne. Rumunia uzyskała północną Dobrudżę. Bośnia i Hercegowina otrzymywały autonomię w ramach Imperium Osmańskiego. Bułgaria (jako wasal Turcji) otrzymywała terytorium od Dunaju do Morza Egejskiego i od Morza Czarnego do Jeziora Ochrydzkiego,  była ogłoszona jako autonomiczne księstwo z prawem wyboru księcia. Wojska tureckie miały być wycofane z Bułgarii, wojska rosyjskie pozostawały na jej terytorium na okres dwóch lat. Rosja otrzymywała w ramach traktatu na Kaukazie Południowym: Batumi, Ardahan, Kars, Bajazet, w Europie – południową Besarabię, prócz wysp w delcie Dunaju, który został umiędzynarodowiony od Żelaznych Wrót do ujścia. Turcja zobowiązywała się wypłacić Rosji 310 mln rubli kontrybucji, przeprowadzić reformy w tureckiej Armenii, utworzyć w Epirze, Tesalii i Albanii zarządy typu wcześniej  utworzonych w 1868 na Krecie.
Traktat ten zmieniał sytuację na Bałkanach na korzyść Rosji, której wpływy by znacznie wzrosły, gdyby wszedł w życie. Zgodnie z traktatem miała powstać Wielka Bułgaria pod całkowitym wpływem Imperium Rosyjskiego. Wzbudziło to niezadowolenie Wielkiej Brytanii i Austro-Węgier, które obawiały się nadmiernego umocnienia Rosji na Bałkanach oraz przejęcia kontroli nad Cieśninami (Dardanele i Bosfor). Zawarty  w San Stefano traktat pokojowy na kongresie berlińskim w 1878 roku został zastąpiony traktatem znacznie mniej korzystnym dla Rosji i Bułgarii – pozostawiającym Macedonię i Rumelię Wschodnią poza granicami Bułgarii.

## Postanowienia
- Utworzono księstwo „Wielkiej Bułgarii” z dodatkiem ziem Macedonii i dzisiejszej prowincji greckiej „Macedonia Północna” (wyłączając Saloniki i Półwysep Chalcydycki). Ustanowiono chrześcijański rząd i prawo do armii. Państwo to było nominalnie lennem Turcji, lecz faktycznie w pełni zależne od Rosji z dostępem do Morza Śródziemnego, co groziło brytyjskim oraz francuskim interesom w tym basenie.
- Uznano niepodległość Rumunii, kończąc formalną zależność lenną od Turcji. Przekazano Rumunii region Dobrudży co dało państwu dostęp do Morza Czarnego.
- Uznano niepodległość Serbii. Powiększono też nieco jej terytorium w kierunku granicy z Bułgarią.
- Uznano niepodległość Czarnogóry. Powiększono jej terytorium w kierunku granicy z dzisiejszą Serbią, co podwoiło jej terytorium.
- Bośnia i Hercegowina stała się lennem Turcji, o taki samym statusie jaki do niedawna posiadała Serbia.
- Kreta, Epir i Tesalia zyskały ograniczoną autonomię w postaci lokalnego samorządu.
- Przekazano Rosji części Besarabii przy delcie Dunaju oraz twierdze Ardahan, Batumi i Kars na Zakaukaziu.